# Apostoł Grškovicia
Apostoł Grškovicia – 4 zapisane głagolicą pergaminowe karty formatu 15,5×21,7 cm, zawierające fragment niezachowanego apostolarza w języku staro-cerkiewno-słowiańskim. Odkryte pod koniec XIX wieku w zbiorach księcia Grškovicia na wyspie Krk. Przechowywane są obecnie w archiwum Chorwackiej Akademii Nauki i Sztuki.
Zabytek datowany jest zazwyczaj na przełom XII i XIII wieku, choć niektórzy przesuwają jego datację na początek wieku XII lub nawet końcówkę XI. Pisany jest okrągłą odmianą głagolicy. W warstwie językowej mocno archaiczny, wykazuje cechy macedońskiej redakcji s-c-s tekstu. Powstał prawdopodobnie na terenie Bośni.